# Araiyama
Araiyama (jap. 荒井山シャンツェ Araiyama Schanze) – kompleks skoczni narciarskich w japońskim Sapporo, w skład którego wchodzą skocznia średnia Araiyama oraz mała Inayama.
Rekord większej skoczni należy do Japończyka Yūmu Harady, który skoczył tutaj 58,5 metra. Na mniejszej najdłuższy skok oddał Masaki Sato – 25,5 m.
Pierwsza skocznia wybudowana na tym wzniesieniu powstała już w 1930 roku, jednak została zniszczona podczas II wojny światowej. Nowa skocznia powstała tutaj w roku 2004.